# Campionato europeo maschile under 20 di pallavolo 1988
Il campionato europeo juniores di pallavolo maschile 1988 si è svolto dal 22 al 30 luglio 1988 a Bormio, in Italia. Al torneo hanno partecipato 12 squadre nazionali europee e la vittoria finale è andata per la decima volta all'Unione Sovietica.

## Qualificazioni
Hanno partecipato al campionato europeo juniores la nazionale del paese ospitante, la prima e la terza squadra classificata al campionato europeo juniores 1986 e otto squadre provenienti dai gironi di qualificazioni.

## Regolamento
Le dodici sono state divise in due gironi: al termine della prima fase, le prime due classificate di ogni girone hanno acceduto alle semifinali per il primo posto, la terza e la quarta classificata di ogni girone hanno acceduto alle semifinali per il quinto posto, mentre le ultime classificate di ogni girone hanno acceduto alle semifinali per il nono posto.

## Gironi
| Girone A                                                               | Girone B                                                   |
| ---------------------------------------------------------------------- | ---------------------------------------------------------- |
| Francia Germania Est Germania Ovest Italia Jugoslavia Unione Sovietica | Bulgaria Cecoslovacchia Grecia Israele Paesi Bassi Polonia |

## Fase finale

### Finali 1º e 3º posto
|  | Semifinali       | Semifinali       | Semifinali |        |                  | Finale 1º/2º posto | Finale 1º/2º posto | Finale 1º/2º posto |  |
|  |                  |                  |            |        |                  |                    |                    |                    |  |
|  | Unione Sovietica | Unione Sovietica | 3          |        |                  |                    |                    |                    |  |
|  | Unione Sovietica | Unione Sovietica | 3          |        |                  |                    |                    |                    |  |
|  | Polonia          | Polonia          | 0          |        |                  |                    |                    |                    |  |
|  | Polonia          | Polonia          | 0          |        | Unione Sovietica | Unione Sovietica   | 3                  |                    |  |
|  |                  |                  |            |        | Unione Sovietica | Unione Sovietica   | 3                  |                    |  |
|  |                  |                  | Italia     | Italia | 2                |                    |                    |                    |  |
|  | Italia           | Italia           | Italia     | Italia | 2                | 3                  |                    |                    |  |
|  | Italia           | Italia           |            |        |                  | 3                  |                    |                    |  |
|  | Bulgaria         | Bulgaria         | 0          |        |                  | Finale 3º/4º posto | Finale 3º/4º posto | Finale 3º/4º posto |  |
|  | Bulgaria         | Bulgaria         | 0          |        |                  |                    |                    |                    |  |
|  |                  |                  |            |        |                  |                    |                    |                    |  |
|  |                  |                  |            |        |                  | Polonia            | Polonia            | 1                  |  |
|  |                  |                  |            |        |                  | Polonia            | Polonia            | 1                  |  |
|  |                  |                  |            |        |                  | Bulgaria           | Bulgaria           | 3                  |  |

### Finali 5º e 7º posto
|  | Semifinali     | Semifinali     | Semifinali   |              |            | Finale 5º/6º posto | Finale 5º/6º posto | Finale 5º/6º posto |  |
|  |                |                |              |              |            |                    |                    |                    |  |
|  | Jugoslavia     | Jugoslavia     | 3            |              |            |                    |                    |                    |  |
|  | Jugoslavia     | Jugoslavia     | 3            |              |            |                    |                    |                    |  |
|  | Cecoslovacchia | Cecoslovacchia | 2            |              |            |                    |                    |                    |  |
|  | Cecoslovacchia | Cecoslovacchia | 2            |              | Jugoslavia | Jugoslavia         | 0                  |                    |  |
|  |                |                |              |              | Jugoslavia | Jugoslavia         | 0                  |                    |  |
|  |                |                | Germania Est | Germania Est | 3          |                    |                    |                    |  |
|  | Germania Est   | Germania Est   | Germania Est | Germania Est | 3          | 3                  |                    |                    |  |
|  | Germania Est   | Germania Est   |              |              |            | 3                  |                    |                    |  |
|  | Paesi Bassi    | Paesi Bassi    | 0            |              |            | Finale 7º/8º posto | Finale 7º/8º posto | Finale 7º/8º posto |  |
|  | Paesi Bassi    | Paesi Bassi    | 0            |              |            |                    |                    |                    |  |
|  |                |                |              |              |            |                    |                    |                    |  |
|  |                |                |              |              |            | Cecoslovacchia     | Cecoslovacchia     | 0                  |  |
|  |                |                |              |              |            | Cecoslovacchia     | Cecoslovacchia     | 0                  |  |
|  |                |                |              |              |            | Paesi Bassi        | Paesi Bassi        | 3                  |  |

### Finali 9º e 11º posto
|  | Semifinali     | Semifinali     | Semifinali |        |         | Finale 9º/10º posto  | Finale 9º/10º posto  | Finale 9º/10º posto  |  |
|  |                |                |            |        |         |                      |                      |                      |  |
|  | Francia        | Francia        | 3          |        |         |                      |                      |                      |  |
|  | Francia        | Francia        | 3          |        |         |                      |                      |                      |  |
|  | Israele        | Israele        | 2          |        |         |                      |                      |                      |  |
|  | Israele        | Israele        | 2          |        | Francia | Francia              | 2                    |                      |  |
|  |                |                |            |        | Francia | Francia              | 2                    |                      |  |
|  |                |                | Grecia     | Grecia | 3       |                      |                      |                      |  |
|  | Grecia         | Grecia         | Grecia     | Grecia | 3       | 3                    |                      |                      |  |
|  | Grecia         | Grecia         |            |        |         | 3                    |                      |                      |  |
|  | Germania Ovest | Germania Ovest | 1          |        |         | Finale 11º/12º posto | Finale 11º/12º posto | Finale 11º/12º posto |  |
|  | Germania Ovest | Germania Ovest | 1          |        |         |                      |                      |                      |  |
|  |                |                |            |        |         |                      |                      |                      |  |
|  |                |                |            |        |         | Israele              | Israele              | 0                    |  |
|  |                |                |            |        |         | Israele              | Israele              | 0                    |  |
|  |                |                |            |        |         | Germania Ovest       | Germania Ovest       | 3                    |  |

## Classifica finale
| Classifica | Squadre          | Qualificazione                   |
| ---------- | ---------------- | -------------------------------- |
|            | Unione Sovietica | Campionato europeo juniores 1990 |
|            | Italia           | Campionato europeo juniores 1990 |
|            | Bulgaria         | Campionato europeo juniores 1990 |
| 4          | Polonia          |                                  |
| 5          | Germania Est     |                                  |
| 6          | Jugoslavia       |                                  |
| 7          | Paesi Bassi      |                                  |
| 8          | Cecoslovacchia   |                                  |
| 9          | Grecia           |                                  |
| 10         | Francia          |                                  |
| 11         | Germania Ovest   |                                  |
| 12         | Israele          |                                  |